# Franz Schaber
Franz Schaber (* 31. März 1923 in Silz; † 23. September 2010 in München) war ein österreichischer Politiker (ÖVP) und Bundesbahnbeamter. Von 1969 bis 1970 war er Abgeordneter zum Österreichischen Nationalrat.
Schaber absolvierte nach der Volksschule die Oberrealschule, wurde Führer der HJ, beantragte 1943 die Aufnahme in die NSDAP und wurde rückwirkend zum 1. September 1942 aufgenommen (Mitgliedsnummer 9.537.892). 1946 trat er in den Dienst der Österreichischen Bundesbahnen ein, wobei er im Verwaltungs- und kommerziellen Dienst arbeitete. Zudem engagierte sich Schaber in der Personalvertretung. Politisch war Schaber im Gemeinderat von Silz aktiv, zudem war er im Österreichischen Arbeiter- und Angestelltenbund (ÖAAB) aktiv. Er war Mitglied des ÖAAB-Landesvorstandes Tirol sowie Mitglied des ÖAAB-Bundesvorstandes, zudem fungierte er als Obmann der Bundessektion für Verkehr im ÖAAB. Des Weiteren war er Kammerrat der Kammer für Arbeiter und Angestellte für Tirol und Mitglied der Landesexekutive des Österreichischen Gewerkschaftsbundes Tirol. Er vertrat die ÖVP zwischen dem 25. April 1969 und dem 31. März 1970 im Nationalrat.